# Polski Związek Lekkiej Atletyki
La Polski Związek Lekkiej Atletyki (letteralmente Unione polacca di atletica leggera, PZLA) è una federazione sportiva che ha il compito di promuovere la pratica dell'atletica leggera e coordinarne le attività dilettantistiche ed agonistiche in Polonia.
Fu fondata nel 1919 e si affiliò alla federazione internazionale di atletica leggera nel 1921. Ha sede a Varsavia.

## Presidenti
- 1919–1921: Tadeusz Kuchar
- 1921–1926: Bronisław Kowalewski
- 1926–1930: Jerzy Misiński
- 1930–1939: Wacław Znajdowski
- 1945–1949: Walenty Foryś
- 1949–1965: Czesław Foryś
- 1965–1967: Michał Godlewski
- 1967: Henryk Krzemiński
- 1967–1969: Witold Gerutto
- 1969–1972: Andrzej Majkowski
- 1972–1973: Adam Zborowski
- 1973–1976: Piotr Nurowski
- 1976–1978: Stefan Milewski
- 1978–1980: Piotr Nurowski
- 1980–1984: Czesław Ząbecki
- 1984–1986: Leszek Wysłocki
- 1986–1988: Mieczysław Kolejwa
- 1988–1989: Jan Mulak
- 1989–1997: Czesław Ząbecki
- 1997–2009: Irena Szewińska
- 2009–2016: Jerzy Skucha
- 2016–in carica: Henryk Olszewski

## Affiliazioni
La Polski Zwiazek Lekkiej Atletyki è affiliata alle seguenti federazioni internazionali:
- World Athletics
- European Athletic Association

Inoltre, è affiliata al Comitato Olimpico Polacco.